# Meerveld
Meerveld is een agrarisch/bosrijk gebied in de gemeente Apeldoorn, in de Nederlandse provincie Gelderland. Het gebied telt 380 inwoners, gebaseerd op de inwoners van losse huizen (2005). Meerveld is gelegen nabij Uddel en de N302 (Meervelderweg) en bestaat voor het grootste deel uit het Kroondomein Meervelder Bos. Nabij Meerveld is een legerbasis gevestigd. Het gehucht is te bereiken met bus 104 van EBS, die 1x per uur op dit traject rijdt van maandag t/m vrijdag overdag (104: Harderwijk - Barneveld).
Stad: Apeldoorn     
Dorpen: Beekbergen · Hoenderloo (deels) · Hoog Soeren · Klarenbeek (deels) · Loenen · Uddel · Ugchelen · Wenum-Wiesel

Buurtschappen: Assel · Beemte Broekland · Engeland · Gerritsflesch · Groenendaal · De Haere · Hoog Buurlo · De Jonas (deels) · De Krim · Lieren ·  Meerveld · Nieuw-Milligen · Oosterhuizen · Radio Kootwijk · Woeste Hoeve

Gelderland: Steden en dorpen in Gelderland      Nederland: Provincies · Gemeenten